# カノムクアイリン
カノムクアイリン （ タイ語: ขนมควยลิง  ; lit：「サルディックスナック」）は、タイ王国東部に位置するチャンタブリー発祥の菓子。 カノムクアイリンの名前は形が似ているこの地域の猿の陰茎に由来し、100年以上の歴史を誇る 。 
カノムクアイリンはもち米粉を主な材料とし、前述したような長い形に成形され、砂糖や黒ゴマの種子、細切りされたココナッツをその上から振りかける。 
カノムクアイリンは特にムアンチャンタブリー郡で生産、販売されている。特に、チャムチョンカノムプレックは（ชุมชนขนมแปลก）多くのタイの郷土料理と菓子が売られている一帯で、チャンタブリー川付近にある  。